# 巴聚斯
巴聚斯（法語：Bazus，法語發音：[bazys]）是法国上加龙省的一个市镇，属于图卢兹区。

## 地理
巴聚斯（43°44'8"N, 1°31'3"E）面积9.13 平方千米，位于法国奧克西塔尼大區上加龙省，该省份为法国西南部内陆省份，西南端与西班牙接壤，自此顺时针与上比利牛斯省、热尔省、塔恩-加龙省、塔恩省、奥德省和阿列日省接壤。
与巴聚斯接壤的市镇（或旧市镇、城区）包括：蒙茹瓦尔、维拉列斯、蒙伯龙、拉佩鲁斯-福萨、卡斯泰尔莫鲁、加里代什、波亚克。
巴聚斯的时区为UTC+01:00、UTC+02:00（夏令时）。

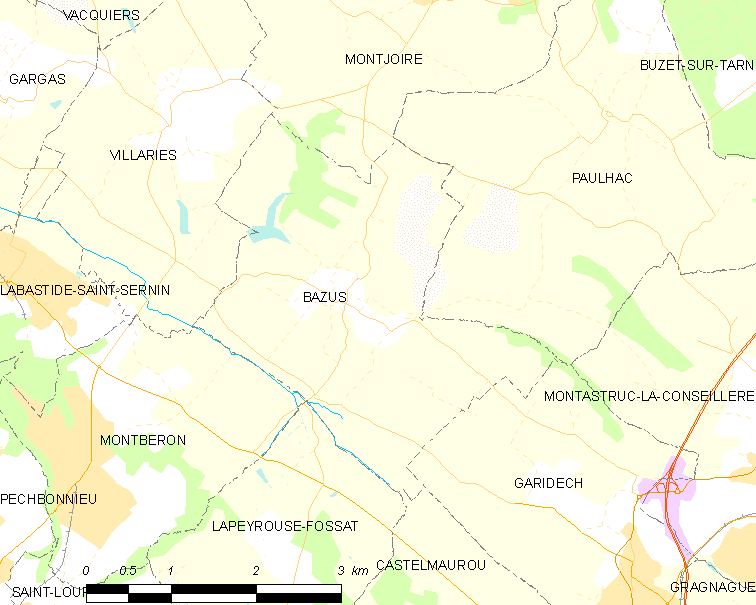
巴聚斯的OSM定位图

## 行政
巴聚斯的邮政编码为31380，INSEE市镇编码为31049。

## 政治
巴聚斯所属的省级选区为佩什博尼约县。

## 人口

1962-2008年间巴聚斯人口变化图示

巴聚斯于2022年1月1日时的人口数量为600人。

## 图集

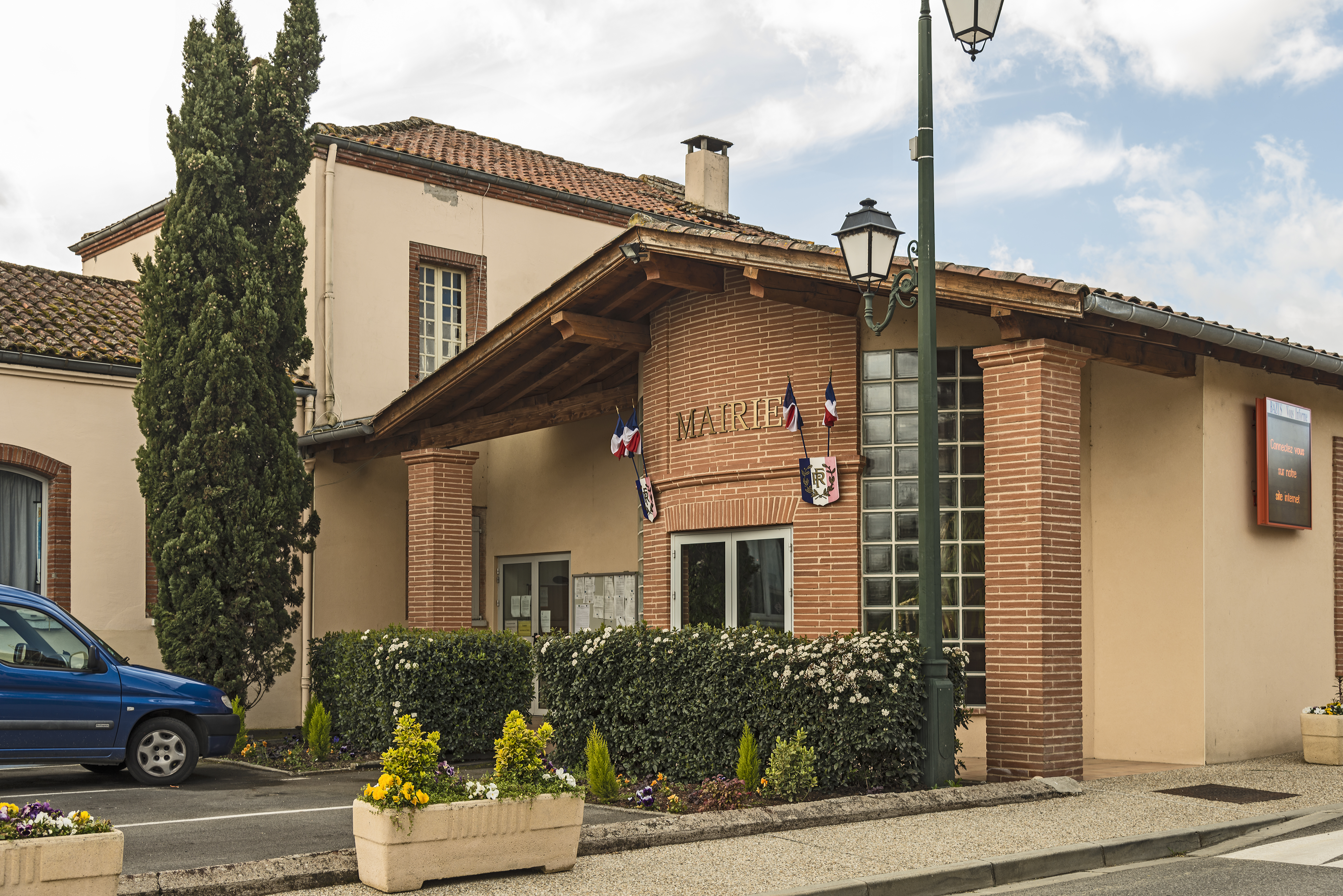
市政厅
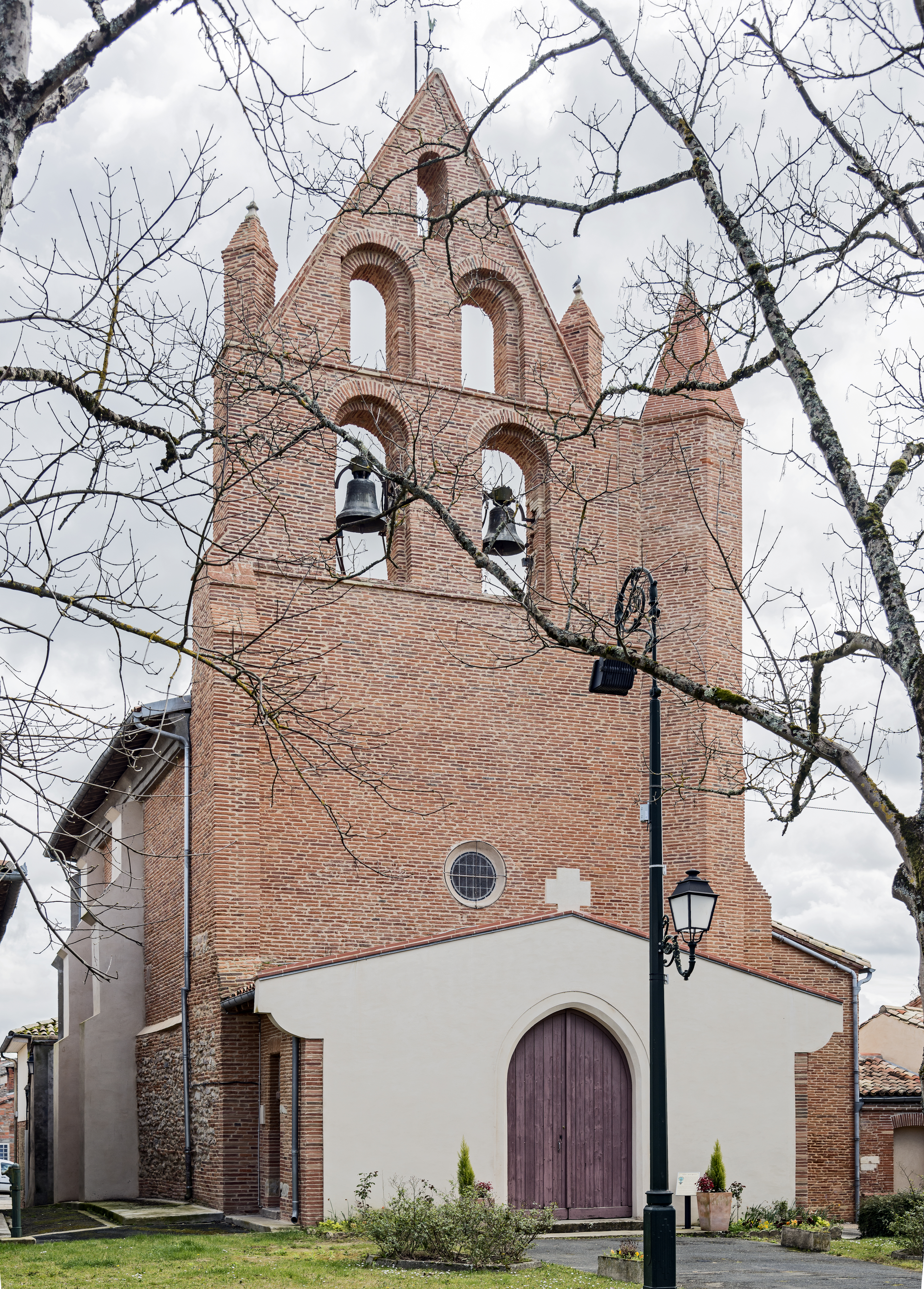
教堂
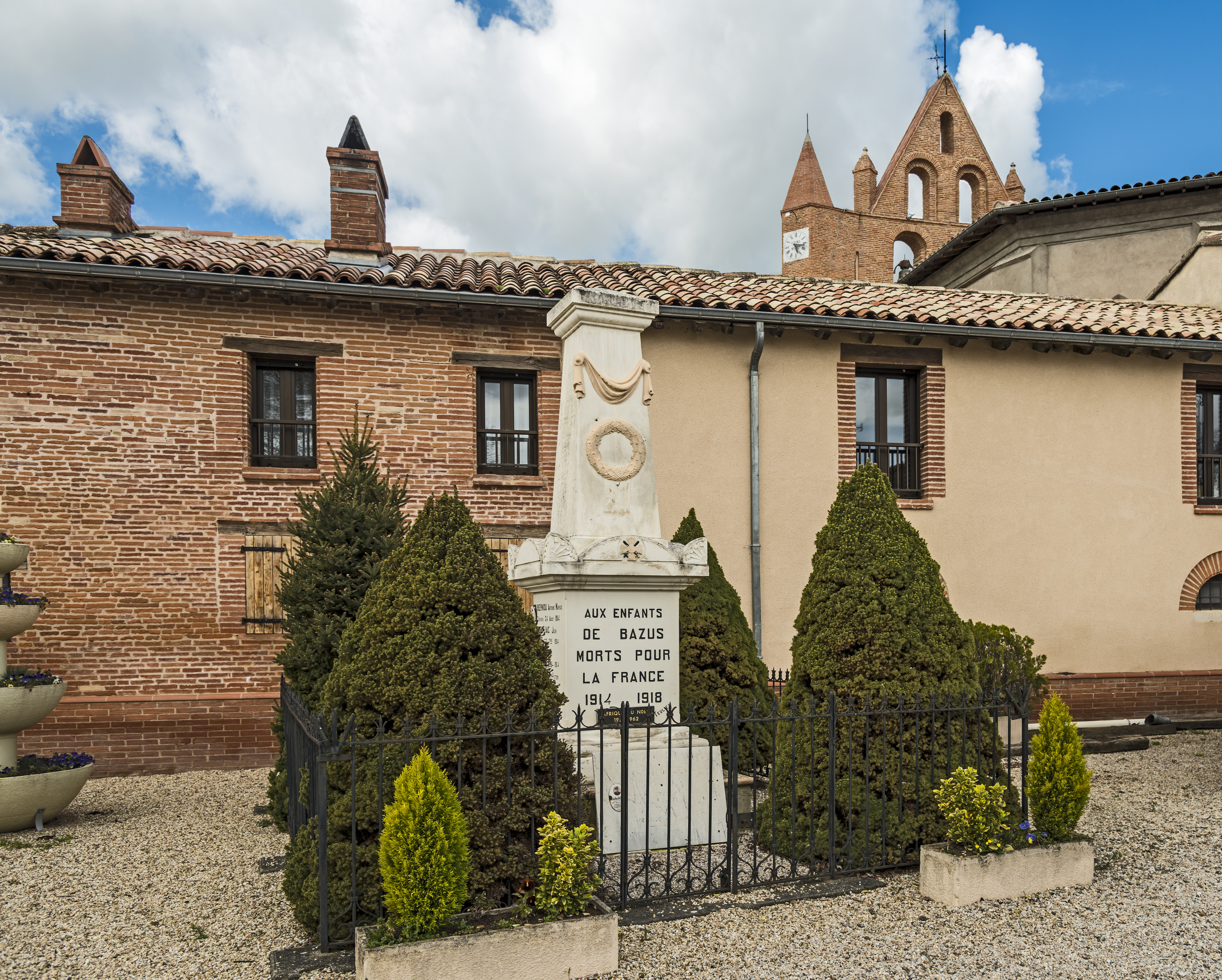
战争纪念碑
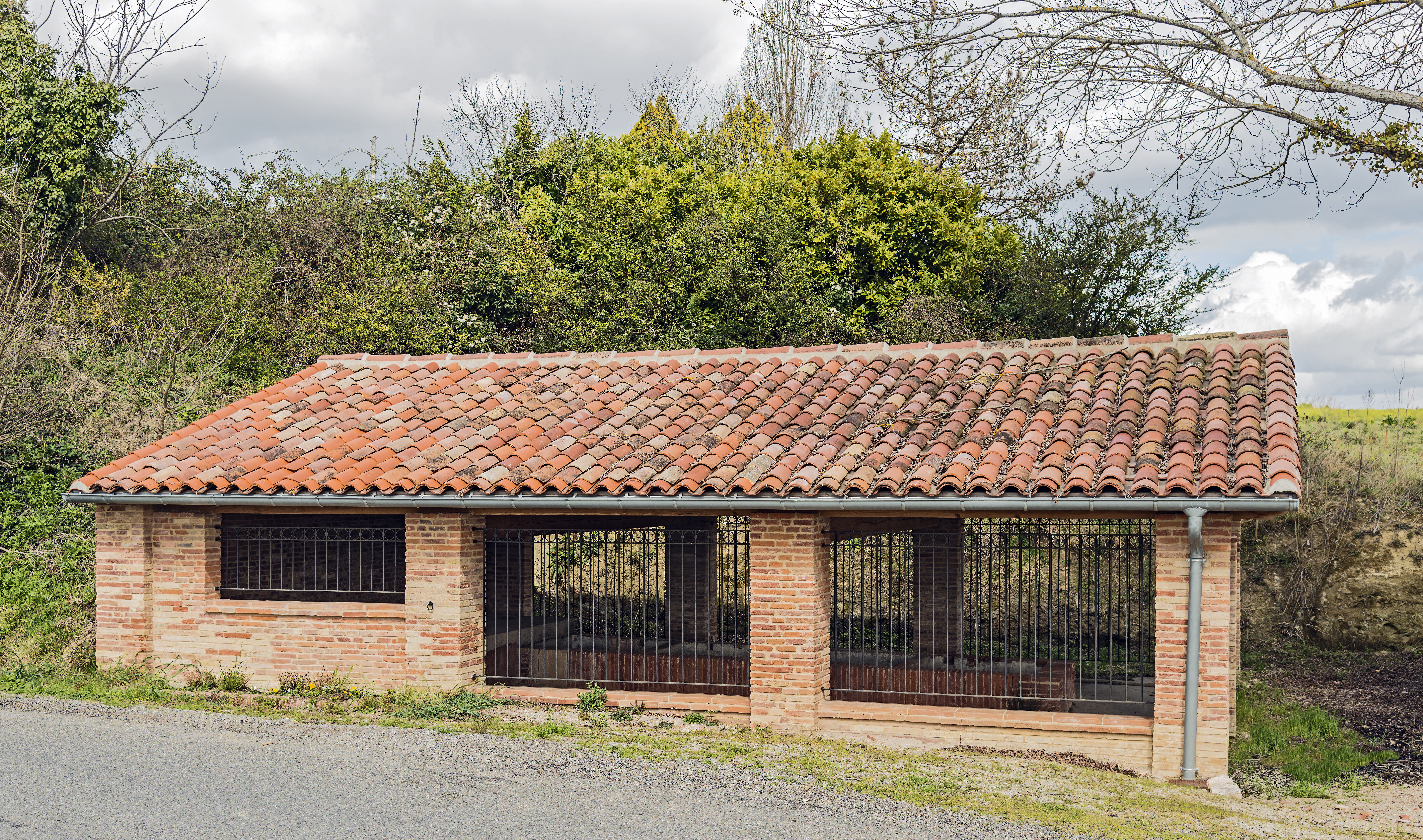
洗衣处